# Waldmanichthys koonwarri
Waldmanichthys koonwarri è un pesce osseo estinto, vicino all'origine dei teleostei. Visse nel Cretaceo inferiore (Aptiano, circa 114 milioni di anni fa) e i suoi resti fossili sono stati ritrovati in Australia.

## Descrizione
Questo pesce era di taglia modesta, e non superava i 17 centimetri di lunghezza. Era caratterizzato da un corpo fusiforme, da un muso corto, da occhi grandi e da una mandibola che sopravanzava la punta del muso. La mascella era corta, con un processo articolare relativamente ampio e dalla forma irregolare. Sia la premascella che la mascella e l'osso dentale erano privi di denti. La mandibola era dotata di un alto processo coronoide formato da osso dentale e angolare. La iomandibola era sprovvista di processo preopercolare, ed era presente un simplettico allungato. Il canale preopercolare era dotato di tre o quattro corti rami. Erano presenti 45-50 autocentri spessi e ornamentati, che avvolgevano la notocorda. L'inserzione della pinna dorsale era appena anteriore alle pinne pelviche. Le scaglie erano grandi e cicloidi, con raggi nella parte anteriore.

## Classificazione
Il genere Waldmanichthys venne istituito nel 2015 per accogliere una specie di pesci precedentemente nota come Leptolepis koonwarri, descritta da Waldman nel 1971 sulla base di resti fossili rinvenuti nella zona di Koonwarra nel bacino di Gippsland, Stato di Victoria (Australia). Il genere Leptolepis è stato a lungo utilizzato come "cestino dei rifiuti" per una moltitudine di pesci teleostei arcaici del Mesozoico, come anche Pholidophorus. 
Waldmanichthys, nello studio del 2015, è stato avvicinato all'affine Cavenderichthys (anch'esso australiano, ma più antico) e a Luisiella dell'Argentina, in un clade basale rispetto ai teleostei; uno studio successivo, tuttavia, ha indicato che i due generi australiani facevano parte di un clade di teleostei arcaici (Orthogonikleithridae), comprendente anche due generi del Giurassico europeo (Orthogonikleithrus e Leptolepides)(Bean e Arratia, 2019).